# グラマン アグキャット
グラマン G-164　アグキャット
G-164　アグキャット
- 用途：農業機
- 分類：農薬散布機
- 製造者：グラマン社／シュワイザー・エアクラフト
- 初飛行：1957年
- 生産数：2,689機
- 運用状況：現役

グラマン アグキャット (Grumman G-164 Ag Cat) は、複葉の農業機である。「Ag　Cat」の「Ag」とは“農業（Agriculture）”の意。

## 概要
G-164はグラマン社によって1950年代に設計された、複葉機として設計された航空機としては最後のひとつである。古めかしい外観に反して開発された年代は比較的新しいが、農業用飛行機は狭い場所で離着陸できる (STOL性能) ことが重要なので、複葉機の利点が選択されこのような設計となった。

## 開発・生産

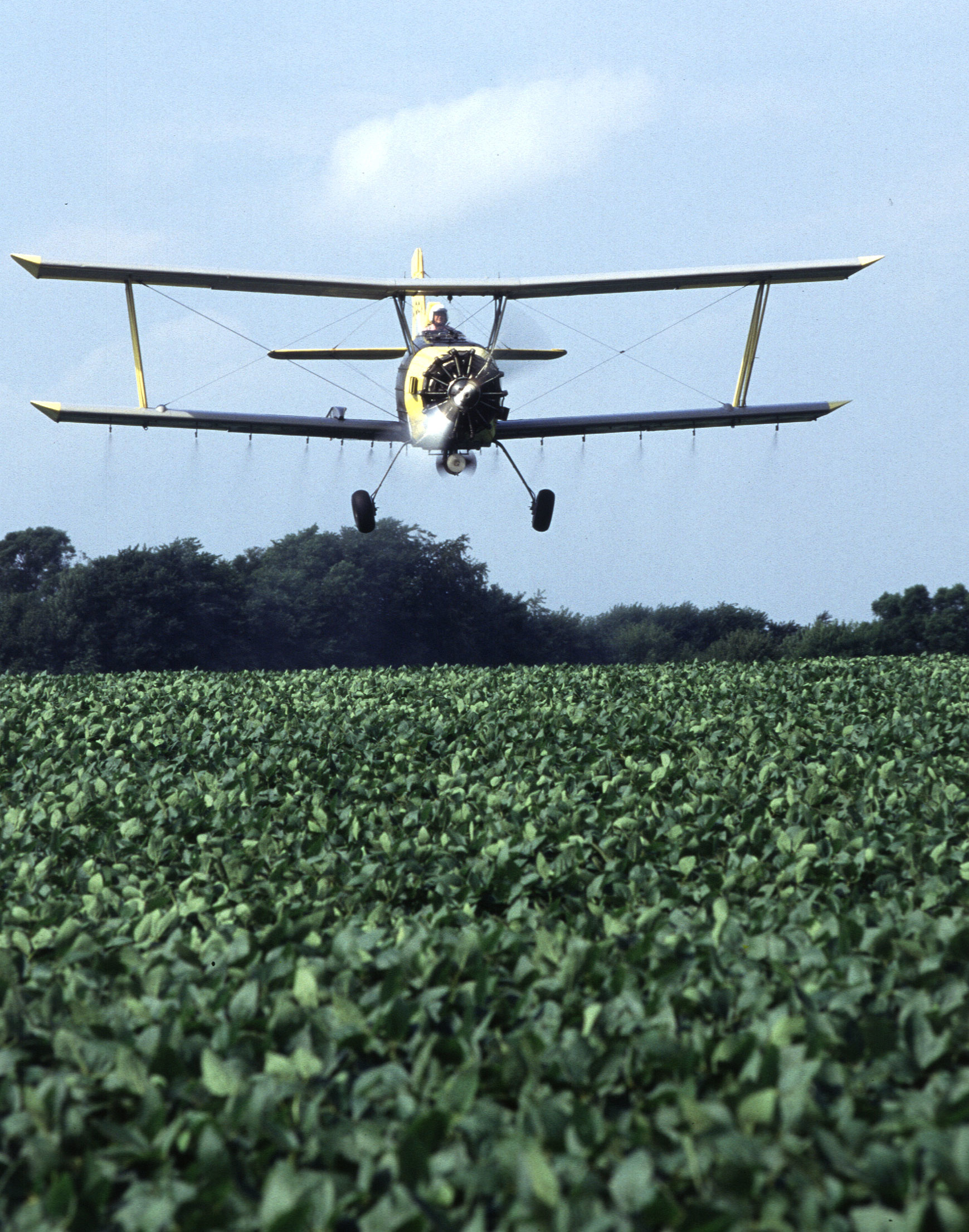
農薬散布作業を行うアグキャット

初号機は1957年に初飛行し、1959年からはグラマン社からシュワイザー・エアクラフト (Schweizer Aircraft Corporation) に生産が引き継がれ、1979年までに2,689機が生産された。1957年から1983年までに2,455機生産したとする説もある。1995年に製造権はアグキャット・コーポレーション (Ag-Cat Corporation)に売却された。2001年2月にアーカンソー州ウォルナットリッジのアライド・アグキャット・プロダクションInc. (Allied Ag-Cat Productions Inc.) に製造権が移ったが、この会社では現在、製造はされていない。
現在でも数多くの機体が現役で運用されている。

## 構造

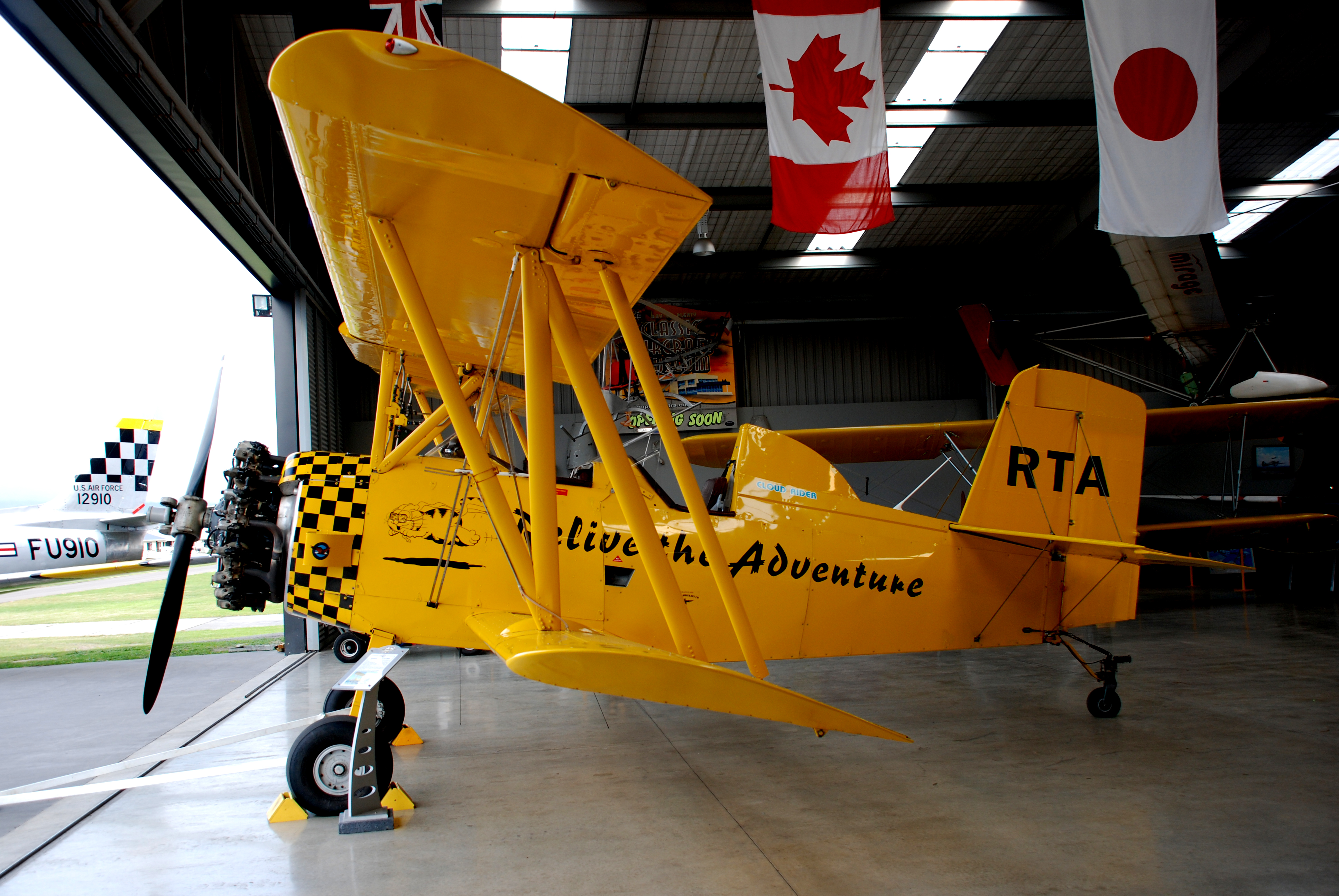
アグキャット450A

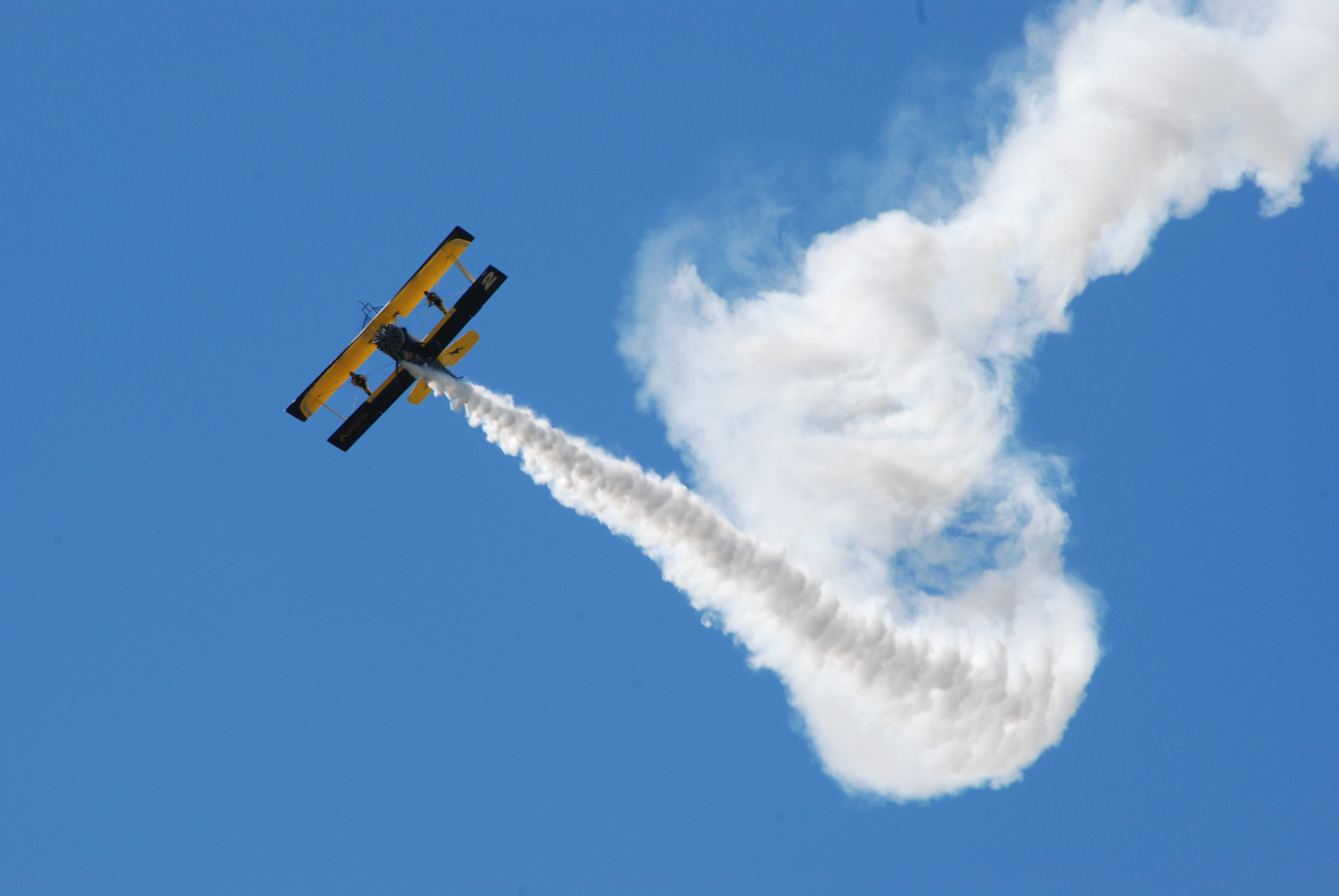
アグキャットを使用する曲技飛行チーム『Skycats』

空冷星型エンジンを搭載した複葉単発機で、パラソル翼配置の上翼と低翼配置の下翼を持つ。脚は固定式であり、エンジンの冷却効率と整備性を重視してカウリングを廃している。農薬散布作業を行うため、散布された薬品を吸い込まないように操縦席は与圧構造となっており、飛行中は加圧され密閉されている。与圧時は外部からの空気は専用のエアフィルターとエア・コンディショナーを通じて吸入される。農薬散布機の特性上、狭半径急旋回等の急機動を行うため、機体は高加重に耐えられるように頑丈に作られており、設計上の瞬間耐加重限界値は40Gにも及んでいる。不整地での離着陸を行う事を考慮して脚は頑丈に作られており、操縦席後方には横転事故に備えて操縦者を防護するためのロールバーを持つ。下翼下面には農薬散布用の液体散布装置を装備し、胴体内の薬品タンクと配管で接続されている。タンクの容量は標準で1,514リットルである。
生産時期によって搭載するエンジンは異なっているが、後期型では450 hpのP&W R-985　星型レシプロエンジンや680～750 shpのP&W PT6Aターボプロップエンジンが搭載された。
高い旋回性能と機体構造の頑丈さのため曲技飛行が可能であり、アグキャットを使用する曲技飛行チームも存在する。

## 要目
※数値は　G-164B スーパーBタービン　のもの
- 全長 = 8.41 m（27 ft 8 in）
- 最大翼幅 = 12.92 m（42 ft 5 in）
- 総翼面積 = 36.48 m²（392.7 ft²）
- 全高 = 3.68 m（12 ft 1 in）
- 空虚重量 = 1,430 kg（3,150 lb）
- 最大離陸重量 = 3,180 kg（7,020 lb）
- エンジン = プラット・アンド・ホイットニー PT6A-34AG（560 kw（750 shp）ターボプロップエンジン　1基
- 最大速度 = 237 km/h（128 kt）
  - 巡航速度 = 210 km/h（113 kt）
- 航続距離 = 318 km（172 nm）
- 乗員 = 1名
- 最大積載量 = 400 US gal (1,510リットル)